# Joe Schwartz
Joe Schwartz (* 6. Juli 1913 in Brooklyn, New York; † 13. März 2013) war ein US-amerikanischer Fotograf. Er war Mitglied der New York Photo League. Die Photo League war eine Organisation von Fotografen in New York, die sich der Dokumentation des Lebens in den Arbeitervierteln widmete. Sie wurde 1936 gegründet und bot ihren Mitgliedern Schulungen, Ausstellungsräume und eine Plattform für den Austausch über soziale und kreative Themen. Die Photo League wurde 1951 aufgelöst, nachdem sie während der McCarthy-Ära auf die schwarze Liste des US-Justizministeriums gesetzt worden war. Die Photo League spielte eine wichtige Rolle bei der Entwicklung der sozialdokumentarischen Fotografie in den USA.

## Leben
Joe Schwartz wurde 1913 als Sohn osteuropäischer Einwanderer in einem Mietshaus in der Humboldt Street in Brooklyn geboren. Anfang der 1930er Jahre entdeckte er während seiner Schulzeit die Fotografie für sich. 1936 trat er der Photo League bei, einer Organisation für sozial engagierte Fotografie. Dort arbeitete er mit bekannten Fotografen wie Margaret Bourke-White, Dorothea Lange, Ruth Orkin und Walter Rosenblum zusammen. Seine Fotografien konzentrierten sich auf das Leben der Mittellosen und zeigten die Würde und Hoffnung der Immigranten und Afroamerikaner in den Straßen New Yorks. Während des Zweiten Weltkriegs diente Schwartz als Kriegsfotograf auf Iwo Jima und war Mitarbeiter des Leatherneck Magazine. Nach dem Krieg setzte er seine fotografische Arbeit fort und veröffentlichte das Buch Folk Photography: Poems I’ve Never Written. Seine Werke sind in den ständigen Sammlungen renommierter Institutionen wie dem National Museum of African American History and Culture, dem J. Paul Getty Museum und dem Museum of Modern Art in New York vertreten.

## Werk
Joe Schwartz’ fotografischer Stil ist geprägt von einem tiefen sozialen Engagement und dem Wunsch, den Alltag und die Herausforderungen von Randgruppen authentisch darzustellen. Seine Arbeiten spiegeln die humanitären Werte der Photo League wider und bieten einen sensiblen Blick auf die sozialen Realitäten seiner Zeit.